# Ytre Hvaler nationalpark
Ytre Hvaler nationalpark  er en norsk nationalpark som ligger i kyst- og skærgårdslandskabet i Viken fylke i Norge. Parken blev oprettet 26. juni 2009, for at «bevare et egenartet, stort og relativt urørt naturområde ved kysten i sydøst-Norge, bevare et undersøisk landskab med varieret bundtopografi, og bevare økosystemer på land og i hav med naturlig forekommende arter og bestande, kystlandskab med havoverflade og havbund med koralrev, hård- og blødbund.»  og den dækker et område på 354 km2, hvoraf 340 km2 er havareal.
Nationalparken ligger i kommunerne Fredrikstad og Hvaler; og den erstatter de fire tidligere havfuglereservater Akerøya, Heia, Møren og Søndre Søster. Parken grænser op til den svenske Kosterhavets nationalpark som blev oprettet samtidig.

## Geografi, landskab, geologi
Nationalparken har store bevaringsværdige naturværdier knyttet til flora og fauna, strand- og kysttyper, kystskov, lyngheder og det intakte storslagne kystlandskab. Området har specielle marine egenskaber pga. Glommas udløb og en meget varieret undersøisk topografi og bundforhold. Dette giver Ytre Hvaler en stort mangfoldighed af marine naturtyper både på grundt og dybt vand. Der er flere koralrev i området.

## Kulturminder
Området er præget af lang tids brug af kysten og havet: rejefiskeri, hytter, fritidsbåde og andre fritidsaktiviteter.